# コスプレ系飲食店

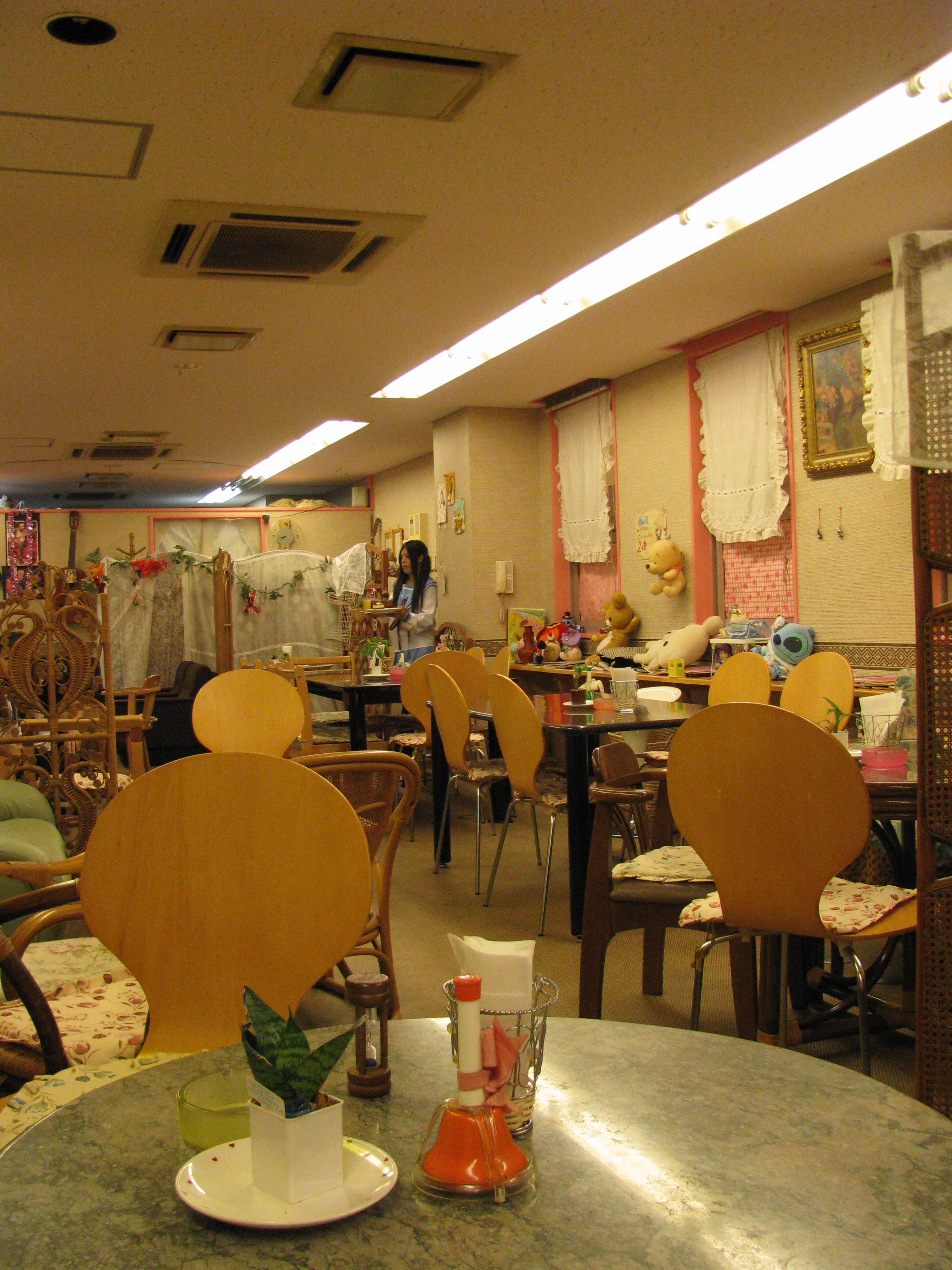

コスプレ系飲食店（コスプレけいいんしょくてん）とは、漫画やアニメを中心としたサブカルチャー、おたく文化を取り入れ、店員がコスプレをして接客を行う飲食店である。

## 概要
女性店員がメイドのコスプレを行って接客する喫茶店を特にメイド喫茶、メイド喫茶にガールズバー、キャバクラの要素を含めたものをメイドカフェと呼び、男性店員が執事のコスプレをして接客する飲食店を執事喫茶、女性店員が男装のコスプレをして接客を行う王子喫茶やギャルソン喫茶と呼んでいる。
これらの業態は店に何かのコンセプトがあるということが共通しており、さらにメイドカフェから始まったため、一括して「コンセプトカフェ」と総称するようになった。
店内内装や制服、メニューなどにある特定のテーマを打ちだして営業する飲食店であり、メイドカフェはその一形態にくくられることになった。
コスプレ系飲食店は全国各地に広まり、一般にも広く認知されている。因みに店舗のほとんどは東京都や大阪府などの都市部に集中している。2021年現在、秋葉原地区には約200店ほどのコンカフェがあるとされる。
発生当時のサービスコンセプトとしては、「癒やし」をテーマにした店舗や「萌え」をテーマにした店舗など様々であり、店員とのコミュニケーションも魅力のひとつとなっている。
コスプレ系飲食店のウェイトレスは、漫画、アニメ、ゲームに登場するキャラクターが元となっている。近年はアニメやゲームのコスプレやメイド服以外にも巫女、シスター、女子高生、ゴスロリ、アイドル風など、さまざまなコスチュームを制服として採用する店舗が登場している。
店員に歌や踊りをさせ客を楽しませる店舗も出現した。そこに特化してアイドル志望の人間を店員にし、地下アイドルとしてデビューをさせプロデュース業と兼務をする店舗も現れている。
近年では店舗の増加による競争の激化や客単価増加目的、おたくブームをあてにした夜の飲食業の参入が相次ぎ、喫茶店形式ではなくアルコールを提供する居酒屋、バー、キャバクラ、ガールズバー、またマッサージを行うリフレ店の形態を取る店舗が増えてきており、現在ではこの業態が主流となっている。
このような理由により経営者や客層もおたく層から一般層に広がったため、「癒し」や「萌え」よりもわかりやすい「コミュニケーション」がクローズアップ、さらにそこにサービスを集中する店舗も現れた。
2020年台頃から本来、「コンセプトカフェ」の略語であった「コンカフェ」という言葉が独立し、意味も「コンカフェ」＝「コスプレガールズバー」、「コスプレキャバクラ」などの認識に変化している。特に男性がキャストの場合は「メンズコンカフェ」＝「メンコン」と呼ばれる。

## 歴史

### 誕生前
コスプレ系飲食店ができる以前にもアンナミラーズなどウェイトレスの制服に特徴があり、話題となる飲食店は存在していた。
ウェイトレスの制服をコンセプトとしたゲームは『ヴァリアブル・ジオ』シリーズ（1993年-）や『Piaキャロットへようこそ!!』シリーズ（1996年-）など、パソコン用に多数発売されており、当時のパソコンユーザーから支持を得ていた。
1999年には、制服系ジャンルオンリー同人誌即売会「コスチュームカフェ」が始まった。こうした中、同人誌即売会やコスプレイベントではオタクの理想の具現化として人気キャラやメイドが接客するカフェの営業がイベント内で恒例化するようになった。一つは前述の「コスチュームカフェ」のイベント内で、主催者がコスプレ店員のいるカフェイベントを開催したものである。このイベントは好評を博し、同イベント及び姉妹イベントの「帝國メイド倶楽部」で毎回行われるようになった。もう一つはキャラクターコンテンツ製作会社「ブロッコリー」が行った企画である。1998年8月に開催された「東京キャラクターショー」で『Piaキャロットへようこそ!!』の舞台であるレストランを模した喫茶店を設置、作中の制服をまとったウェイトレスが飲食物を販売した。この企画が成功を収め、コスプレ系飲食店の下地を作った。

### コスプレ喫茶の誕生
東京キャラクターショーでの企画の成功を受けブロッコリーは、1999年7月からゲーマーズスクエア店にて「Piaキャロレストラン」を、数回にわたって期間限定で開店。2000年5月1日には「カフェ・ド・コスパ」として常設運営を開始、店員はこれまでのPiaキャロットシリーズだけではなく他の作品のコスプレも行った。
また2000年2月25日、ゲーマーズ旧本店に「ゲーマーズカフェ」を開店。開店当初はデ・ジ・キャラットのコスプレをした店員がいた他、「GAカフェ」、「朝霧の巫女カフェ」などそれぞれの作品にちなんだコスプレ喫茶を展開した（2003年4月6日の旧本店閉店と同時に終了）。

### メイド喫茶の誕生
2001年3月、ゲーマーズスクエア店の運営権がブロッコリーからコスプレ衣装製作会社「コスパ」とその関連会社に委譲された。それとともに「カフェ・ド・コスパ」も3月30日に「CURE MAID CAFÉ（キュアメイドカフェ）」へとリニューアル、ウェイトレスの制服をメイド服に統一し、落ち着いた雰囲気のある空間と「癒やし」をコンセプトに運営されることとなる。これが飲食店としての「メイド喫茶（メイドカフェ）」の第一号店と考えられている。
アキバ文化がマスメディアに取り上げられ一般にも広く知られるようになったのち、さまざまなコスプレ系飲食店が秋葉原で急増する。「CURE MAID CAFÉ」はあくまでウェイトレスがメイドの格好をした喫茶店だったが、2002年7月19日に「Mary's（メアリーズ）」として開店した後同年10月1日に現店名に変更した「Cafe Mai:lish」の登場により、後のメイド喫茶全般にみられるような「特定のコスプレネームを持ったメイドが在籍し、メイドと客のコミュニケーションの場としても機能する」というような形態が定着した。

### コスプレ居酒屋と水商売
2000年8月、神田駅前の居酒屋「蔵・太平山（くら・たいへいざん）」が毎週日曜限定でコスプレ居酒屋を開始、一時は予約なしに入店できないほどの人気となり角川書店の「東京ウォーカー」にも掲載された（2012年8月28日閉店）。2001年11月10日には、秋葉原の近くに個人営業の「ひよこ家」が開店、昼間はメイド喫茶、夜間はメイド居酒屋として営業を行った。
2003年5月3日に神田駅前にコスプレパブ「MJ+C（エムジェープラスシー、後に新橋に移転、2005年12月13日閉店）」が開店して以降はコスプレ居酒屋以外にメイドバー、メイド焼肉店などが開店した。コスプレパブやコスプレキャバクラなどはそれ以前から存在していたが、メイド喫茶の増加に伴い新たな開店が増えた。また既存のガールズバーやキャバクラ、風俗店の中にもこれまで衣装の一つであったメイド服をデフォルトとする店舗もあらわれた。

### 他地域への拡大
店舗数の飽和、治安、客層などの面から秋葉原を避け下町やベッドタウンに開店する事業者があらわれた。2003年2月14日に「Cafe Mai:lish」が吉祥寺に2号店を開店（2004年2月15日閉店）したのをはじめ、首都圏では池袋、渋谷、新宿や中野、横浜などターミナル駅を持つ街にメイド喫茶が開店した。池袋駅東口のサンシャインシティ前のいわゆる「乙女ロード」には腐女子向けにアレンジした「執事喫茶」が並び、秋葉原とは客層の異なる独自の文化を形成していった。
その後、名古屋・大須、札幌、神戸などが秋葉原を追うように開店した。また、「Cafe Doll（カフェドール）」の様に地方から秋葉原に進出した店舗もあらわれた。
その後も2008年12月現在、札幌から沖縄まで各地に店舗ができており、さらに台湾・台北・香港、韓国・ソウル、タイ・バンコク、シンガポール、カナダ・トロントの各市内にも常設のメイド喫茶が、また中国・北京上海やフランス・パリなどではイベントなどでの期間限定店舗が開店するまでになった。
中国ではアニメや漫画、オンラインゲームを要素とするいわゆる「二次元産業」はサブカルチャーだったが消費の主流へと移った。スマートフォンゲーム「陰陽師」を開発したピザハットと網易（NetEase）は、異業種コラボとして「陰陽師」のキャラクターに扮したスタッフが食事を提供するレストランを、北京や上海など1700店舗に展開している。

### メイド喫茶から非メイド服の喫茶へ
それまで店員の制服や店舗のコンセプトはアニメ・ゲーム系のコスプレまたはメイドがメインの状態だったが、さらにジャンルは広がっていった。名古屋・大須に「大須の巫女茶屋（2003年2-11月）」というメイド同様にコスプレの一ジャンルであり、ゲームでも登場する巫女をコンセプトとした店舗もあった。また、名古屋には「やすらぎ居酒屋 月天・がってん」（前身の「飲食夜神 月天（いんしょくやしん がってん）」から店名変更）という巫女が接客する居酒屋もあらわれた。
また、萌え属性の一つである「妹萌え」に着目した「妹系カフェ NAGOMI（いもうとけいカフェなごみ）」（2012年5月6日閉店）、シスターや教会をイメージした「St.GraceCourt（セントグレイスコート）」が秋葉原に（2010年10月31日閉店）、店舗を魔法学校であるというコンセプトの下に営業を行う「王立アフィリア魔法学院」が池袋が開店。2008年6月12日には秋葉原に「巫女さんかふぇ」が開店、店舗自体が神社というコンセプトでイベントスペースも併設していた（2009年1月25日閉店）。
池袋には男装した女性スタッフによるボーイズラブをコンセプト（実際は男女カプ系の乙女ゲームに近い）に据えた「B:Lily-rose（リリーローズ）」（閉店）や男装コスプレイヤーが接客をする男装BLコンカフェ星狼、メイドとともに扱われることがある執事をコンセプトにした「執事喫茶 Swallowtail」が開店し、吉祥寺にも2006年6月23日に「男装レイヤーズ Cafe & Bar Prince」（クロス吉祥寺3F）が開店（2007年12月31日閉店）して女性客を意識した店舗もあらわれた。
2006年6月に渋谷にスタッフ全員が外国人で、外国人執事が女性客をプリンセスとしてもてなすというコンセプトの「外国人執事喫茶 BUTLERS CAFE」が開店。日本初の外国人執事喫茶であった。
2006年12月には秋葉原で初の男装カフェ「男装Cafe＆Bar QUEEN DOLCE」が開店。ギャルソン服を着た男装達がシェイカーを振り、カウンターからカクテルを提供した。
2008年12月に、鷲宮神社の最寄り駅である、埼玉県の鷲宮駅の駅前に、『らき☆すた』のテーマカフェ、らき☆かふぇがミアグループにより開店。『らき☆すた』のキャラクターの衣装を着た女性スタッフが給仕するコスプレ飲食店であり、『らき☆すた』好きが集まる店として、アニメ町おこしの一例として注目を浴びた。

## 業務内容

### サービス・特典
ポイントカードの発行や会員制サービス、店員とのコミュニケーションがとれるサービスなどがある。なおゲームや一部のサービスは「萌えメニュー」、「アミューズメントメニュー」などとして料金が発生することがある。

### 飲食物

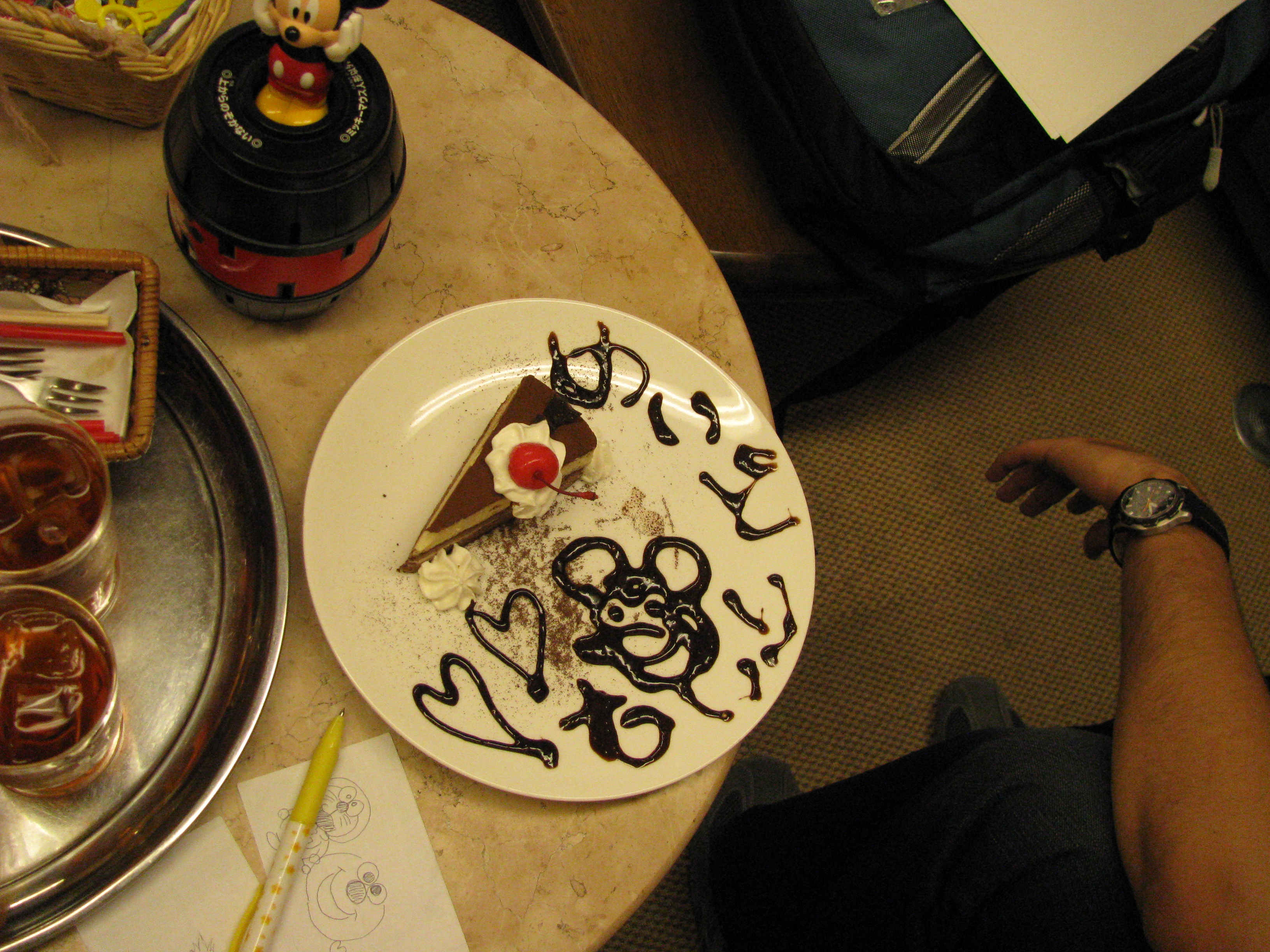
メイドがチョコレートで装飾したケーキプレート。2013年4月に閉店した大阪のメイド喫茶「めいどりぃむ」にて撮影。

提供される飲食物は飲食店で提供されるメニューを基本としているが、以下のような特徴がある。
- 商品に「萌え」又はアニメ・ゲーム世界を想起させる名前を付けている。
- デザート系（ケーキ、パフェなど）のメニュー。
- 量が少ない。
- フード系ではオムライスが前面に出され、ケチャップ・ソースなどにより装飾を施す。ソースなどでトッピングを施し、遊び要素を盛り込む。
- 器の盛り付けや装飾にアニメ、アスキーアートなどのキャラクターを用いる。
- 店員がオリジナルカクテルを持っている。

上記以外にも、飲食物の味の改善や、新規性より店舗のコンセプトや店員のキャラクター性を補強するなどの性質がある。よりも高級志向、グルメ指向を有する店舗もあり両極化の傾向にある。
コスプレ系飲食店の中でも喫茶店の場合、調理専門の店員を置かず、メイド（コスプレ店員）をキッチン担当とする店舗とキッチン専任スタッフが調理する店舗がある。コスプレ喫茶では料理が一つのサービス提供のツールとして機能している。キッチンやホールに男装のギャルソンを配置する店舗もある。

### 内装
店舗内の装飾については萌え絵のマスコットキャラクターを前面に出したり、店舗の構造上から通常のオープンカフェのような店舗やテーマ、世界観に基づきお屋敷風に装飾するなど様々である。テーブル席のみの店舗と、カウンターとテーブル席を併設している店舗がある。

### イベント
店舗が独自にコスチュームに変化を持たせ集客を図るイベントや、店舗外で常連客を集めライブや撮影会などを行うイベントがある。
前者の例としては季節にあわせ衣装をメイド服から水着や浴衣、人気アニメのコスプレに変えるなどがある。「Cos-Cha」（2012年10月30日閉店）では2003年12月15日に店員がスクール水着を着用するイベントを開催したところ、570人近くの客が集まり待機列が公道にまで伸び、警察が出動して騒ぎになった。
売上の拡大のためにインターネットを活用や、マスメディアに登場することは新たな客を獲得することに繋がる。「NAGOMI」では妹系キャラの店員がツンデレキャラになるというイベントを定期的に開催、TBSの『王様のブランチ』でもイベントの模様が紹介された。
アイドル活動している店員を在籍させる店舗もある。2007年11月に、歌とオタ芸を売りとした「秋葉原ディアステージ」が台東区秋葉原にオープンした。同店では「ディアガール」と呼ばれるライブアイドルが所属し、一日数回のステージとお給仕を行っている。

## 飲食店以外のコスプレ系業態
秋葉原を中心にコスプレ系飲食店とは別の形で、コスプレをした店員を常駐させた新たな業態が展開されている事例もある。漫画専門古書店「まんだらけ」は、現在のようなコスプレを主体とした店舗ができる以前から「コスプレ店員」を常駐させていた。
2000年ごろから秋葉原に店舗を構えるインターネットカフェや漫画喫茶、ゲームセンターではメイド服を制服にした、もしくはコスプレをした店員が常駐する店がでてきている。更にリラクゼーションマッサージ（リフレクソロジー）店（マッサージ店単独で営業されている店舗と、メイド喫茶に併設されている店舗とがある）やパチンコ店、雀荘、美容室、眼鏡店、カラオケボックスなどにも広がりをみせ、漫画喫茶やゲームセンターでも秋葉原以外の地域にコスプレ店員を常駐させている店舗もある。
また、秋葉原の街をメイドやJKが案内するというサービスを行う店舗も増加し、ガイド専門の無店舗型の場合とカフェやリフレを併設しサービスのひとつとして行う店舗がある。手つなぎ、ハグ、ビンタ、馬乗りといったオプションがある。
2010年12月19日、西武鉄道で「執事喫茶 Swallowtail」と「近畿日本ツーリスト」の主催による「バトラーズエクスプレス」を運行した。

## イベントコンパニオン業
一般的なイベントコンパニオン業態の範囲内に収まる、コスプレイヤー専門又はコスプレ衣装を着用したアニメ関連企業向けに特化したイベントコンパニオン派遣企業も存在する。通常のコミケ会場企業ブースでのイベントコンパニオンはこれまでモーターショーなどでみかけるモデル体型のイベントコンパニオン又は企業対コスプレイヤー個人の直接契約によるイベントコンパニオンが主であったが、秋葉原のメイドカフェ「ミアカフェ」が運営するコスプレイベントコンパニオン専門派遣企業「ミア・スタッフ」がコスプレイヤーに特化したイベントコンパニオン派遣サービスを展開している。同様に、コスパやキャンディフルーツなどのコスプレ衣装メーカー数社が類似のサービスをイベント向けオーダーメイドコスプレ衣装納入の一環として行なっている。

## マナーとトラブル
コスプレ系飲食店が一般に認知され多くの人が訪れるようになり、さまざまなトラブルもまれに発生するようになった。各店舗はトラブル防止のため、店内掲示やホームページ上などで注意を呼びかけると同時にシステム面の改善に尽力している。一部では店員がキスをされる、胸や尻など体を触られるなどマナーの悪い客も存在した。こうしたトラブルを防止するために「当店はキャバクラではありません」という注意書きを掲示するメイド喫茶や「当店は風俗店ではありません」という注意書きを掲示するリフレ店もある。
コスプレ系飲食店での窃盗や強盗などの事件は置き引きが年に数件報告されているだけである。
ほとんどの店舗が飲食物を除いて、店内の撮影を禁止している。撮影する場合は、メニューやポイント特典にチェキ撮影のある店舗は店側のポラロイドカメラによって行う。店内での無断撮影が問題になった例としては、講談社の女性誌「VoCE」による盗撮行為が挙げられる。また、店外でビラ配りをしているときの撮影も禁止している店舗もある。
店員に対するストーカー行為は、店舗が最も警戒している行為である。また、メールやラインなどのアドレス交換は禁止してる。アイドル活動している店員のいる店舗では出待ち、入り待ちを禁止している。
2006年10月には秋葉原の路上でチラシを配っていたリフレ店のメイドに、男性が客を装って店に案内させ店舗の入居するビルの階段で猥褻な行為に及んだものの、メイドが抵抗したため犯人は逃走し未遂に終わったという事件もおきている。
過剰な客引きが問題となった事例もある。名古屋のコスプレ喫茶「moexレイヤーズ」（2005年8月-2006年2月）は、JR名古屋駅の近くで店員が警察の許可を得ずにコスプレ姿で公道で客引き行為を行い、警察から行政指導を受けている。
業界団体として、2022年1月に秋葉原コンセプトショップ協会が、2022年8月に大須コンセプトカフェ協会が、2023年6月に大阪日本橋コンセプトショップ協会が、それぞれ発足した。